# هايلي (أيداهو)
هايلي (بالإنجليزية: Hailey)‏ هي مدينة أمريكية تقع في ولاية أيداهو. ويبلغ عدد سكانها 7960 نسمة حسب إحصاء سنة 2010 م 7960.تشير إحصاءات سنة 2000م بأن الكثافة السكانية في هذه المدينة تقدر بـ(882) نسمة/كم2

## التركيبة السكانية
قام مكتب تعداد الولايات المتحدة بتحديد بيانات التركيبة السكانية لهايلي في تعداد الولايات المتحدة. في ما يلي، التركيبة السكانية حسب تعدادي 2000 و2010.

### تعداد عام 2000
بلغ عدد سكان هايلي 6,200 نسمة بحسب تعداد عام 2000، وبلغ عدد الأسر 2,389 أسرة وعدد العائلات 1,603 عائلة مقيمة في المدينة. في حين سجلت الكثافة السكانية 1,959.3 نسمة لكل ميل مربع (756.5/كم2). وبلغ عدد الوحدات السكنية 2,557 وحدة بمتوسط كثافة قدره 808.1 نسمة لكل ميل مربع (312.0/كم2).
وتوزع التركيب العرقي للمدينة بنسبة 89.68% من البيض و0.35% من الأمريكيين الأصليين و1.08% من الأمريكيين ذوي الأصول الآسيوية و0.05% من سكان جزر المحيط الهادئ و0.26% من الأمريكيين الأفارقة و1.56% من عرقين مختلطين أو أكثر.
بلغ عدد الأسر 2,389 أسرة كانت نسبة 42.6% منها لديها أطفال تحت سن الثامنة عشر تعيش معهم، وبلغت نسبة الأزواج القاطنين مع بعضهم البعض 51.5% من أصل المجموع الكلي للأسر، ونسبة 10.2% من الأسر كان لديها معيلات من الإناث دون وجود شريك، وكانت نسبة 32.9% من غير العائلات. تألفت نسبة 23.7% من أصل جميع الأسر من أفراد ونسبة 5.2% كانوا يعيش معهم شخص وحيد يبلغ من العمر 65 عاماً فما فوق. وبلغ متوسط حجم الأسرة المعيشية 3.09، أما متوسط حجم العائلات فبلغ 2.56.
بلغ العمر الوسطي للسكان 33 عاماً. وكانت نسبة 29.7% من القاطنين تحت سن الثامنة عشر، وكانت نسبة 6.7% بين الثامنة عشر والأربعة وعشرون عاماً، ونسبة 37.4% كانت واقعةً في الفئة العمرية ما بين الخامسة والعشرين حتى الرابعة والأربعين عاماً، ونسبة 20.9% كانت ما بين الخامسة والأربعين حتى الرابعة والستين، ونسبة 5.3% كانت ضمن فئة الخامسة والستين عاماً فما فوق. يوجد لكل 100 أنثى 99.6 ذكر، ويوجد لكل 100 أنثى في الثامنة عشر من عمرها فما فوق 96.9 ذكر.
بلغ متوسط دخل الأسرة في المدينة 51,347 دولار، أما متوسط دخل العائلة فبلغ 56,379 دولار. وكان متوسط دخل الذكور 37,750 دولار مقابل 29,025 دولار للإناث. وسجل دخل الفرد الخاص بالمدينة 21,255 دولار. وكانت نسبة 4.6% من العائلات ونسبة 6.1% من السكان تحت خط الفقر، وكان من هؤلاء نسبة 7.3% تحت سن الثامنة عشر ونسبة 4.2% في الخامسة والستين من العمر وما فوق.

### تعداد عام 2010
بلغ عدد سكان هايلي 7,960 نسمة بحسب تعداد عام 2010، وبلغ عدد الأسر 3,065 أسرة وعدد العائلات 2,053 عائلة مقيمة في المدينة. في حين سجلت الكثافة السكانية 2,180.8 نسمة لكل ميل مربع (842.0/كم2). وبلغ عدد الوحدات السكنية 3,527 وحدة بمتوسط كثافة قدره 966.3 لكل ميل مربع (373.1/كم2).
وتوزع التركيب العرقي للمدينة بنسبة 80.2% من البيض و0.7% من الأمريكيين الأصليين و0.8% من الأمريكيين ذوي الأصول الآسيوية و0.1% من سكان جزر المحيط الهادئ و0.2% من الأمريكيين الأفارقة و1.9% من عرقين مختلطين أو أكثر.
بلغ عدد الأسر 3,065 أسرة كانت نسبة 41.0% منها لديها أطفال تحت سن الثامنة عشر تعيش معهم، وبلغت نسبة الأزواج القاطنين مع بعضهم البعض 51.1% من أصل المجموع الكلي للأسر، ونسبة 11.0% من الأسر كان لديها معيلات من الإناث دون وجود شريك، بينما كانت نسبة 5.0% من الأسر لديها معيلون من الذكور دون وجود شريكة وكانت نسبة 33.0% من غير العائلات. وبلغ متوسط حجم الأسرة المعيشية 3.15، أما متوسط حجم العائلات فبلغ 2.58.
بلغ العمر الوسطي للسكان 35.1 عاماً. وكانت نسبة 28.6% من القاطنين تحت سن الثامنة عشر، وكانت نسبة 6.7% بين الثامنة عشر والأربعة وعشرون عاماً، ونسبة 29.8% كانت واقعةً في الفئة العمرية ما بين الخامسة والعشرين حتى الرابعة والأربعين عاماً، ونسبة 28.3% كانت ما بين الخامسة والأربعين حتى الرابعة والستين، ونسبة 6.5% كانت ضمن فئة الخامسة والستين عاماً فما فوق. وتوزع التركيب الجنسي للسكان بنسبة 50.0% ذكور و50.0% إناث.